# Classe Yūbari
Pour les articles homonymes, voir Yūbari.
La classe Yūbari (ゆうばり型護衛艦) est une classe de destroyers d'escorte ou frégates de la Force maritime d'autodéfense japonaise construite au début des années 1980.

## Service
Les deux unités de classe Yubari étaient basées à Mutsu dans la Préfecture d'Aomori, au sein du groupe naval d'Ominato.

Ces navires étaient déployés face à la flotte russe du Pacifique.

Elles ont été mises hors service le 25 juin 2010.

## Conception
La classe Yūbari est une version améliorée du modèle unique JDS Ishikari (DE-226) lancé en 1980.
- Système de propulsion CODOG :

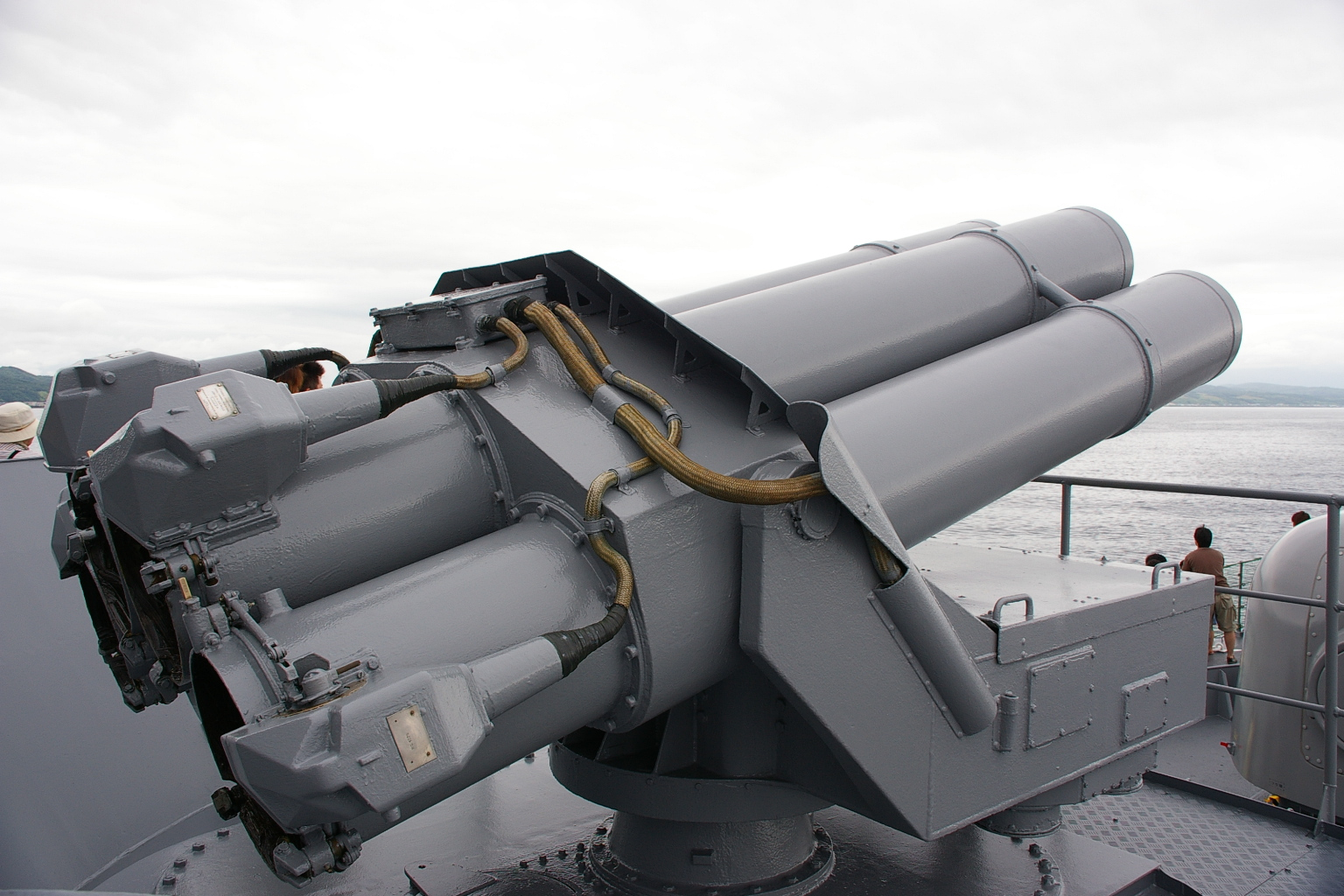
Lanceur Bofors de 375 mm.

Il comprend une turbine à gaz Rolls-Royce Olympus construite sous licence par l'entreprise japonaise Kawasaki Heavy Industries et un moteur diesel de croisière Kawasaki 6DRV 35/44. 
- Électronique :

Elle n'est pas équipée d'un système radar de recherche aérienne, mais seulement d'un radar de recherche de surface et de contrôle de tir des missiles sol-sol.

Elle est aussi équipée d'un système de liaison de données tactiques par radiotélétype.
- Systèmes d'armement automatisé :

Son système de lutte antiaérienne active un canon à tir rapide Otobreda 76 mm remplaçant le canon de 3 pouces précédent.

Il est aussi doté d'un lanceur Mk-141  pour 8 missiles AGM-84 Harpoon.

Son système de lutte anti-sous-marine est composé d'un lance-roquettes Bofors de 375 mm et de deux triples tubes lance-torpilles Mark 32 de 324 mm.

## Les bâtiments
| N° coque | Nom         | Lancement       | Service effectif | Chantier                 | Port d'attache | Photo |
| -------- | ----------- | --------------- | ---------------- | ------------------------ | -------------- | ----- |
| DE-227   | JDS Yūbari  | 22 février 1982 | 18 mars 1983     | Sumitomo Shipyard Uraga  | Ōminato        |       |
| DE-228   | JDS Yūbetsu | 25 février 1983 | 14 février 1984  | Maizuru Shipyard Maizuru | Ōminato        |       |